# Colonie
Colonie város az USA New York államában, Albany megyében. Lakosainak száma 85 590 fő (2020. április 1.).

## Népesség
A település népességének változása:
| Lakosok száma | 76 497 | 79 258 | 81 591 | 85 590 |
|               | 1990   | 2000   | 2010   | 2020   |